# Anna Hubáčková
Anna Lipavský, née le 6 septembre 1957 à Ratíškovice, est une haute fonctionnaire et femme politique tchèque.